# Chesias rufata
Chesias rufata là một loài bướm đêm trong họ Geometridae.

## Hình ảnh

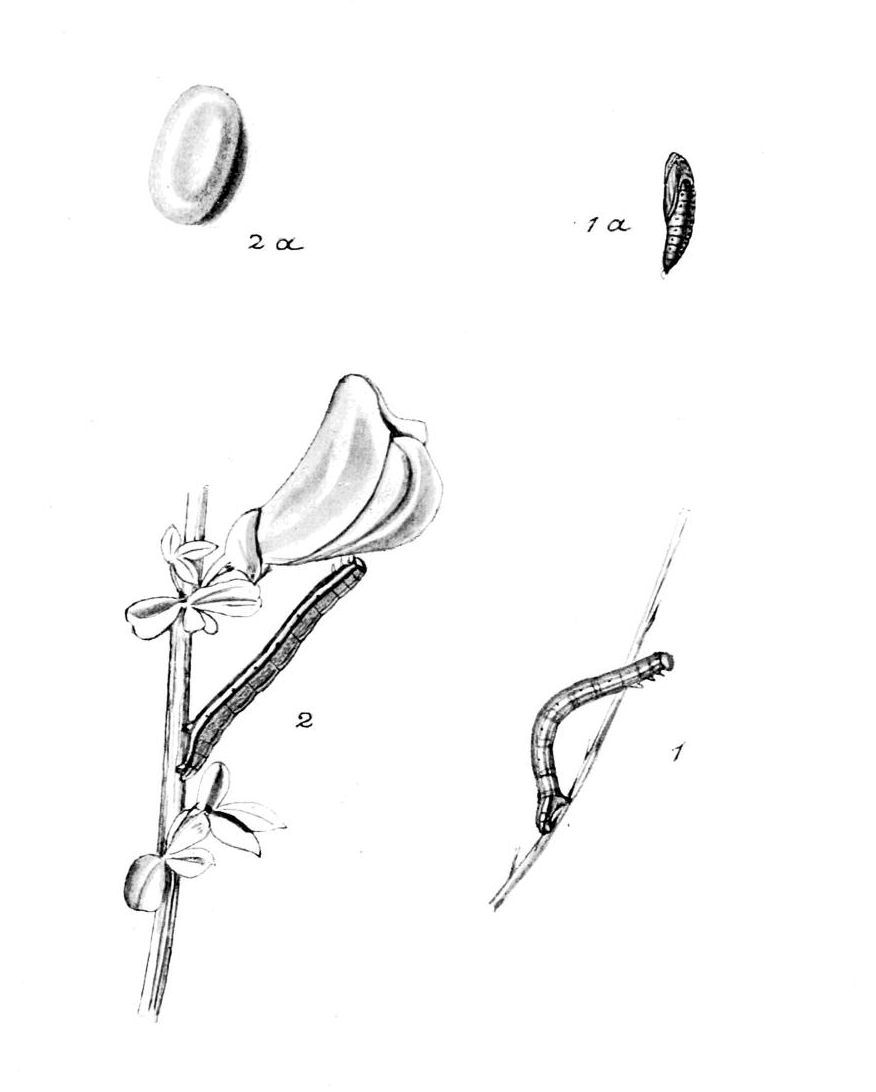
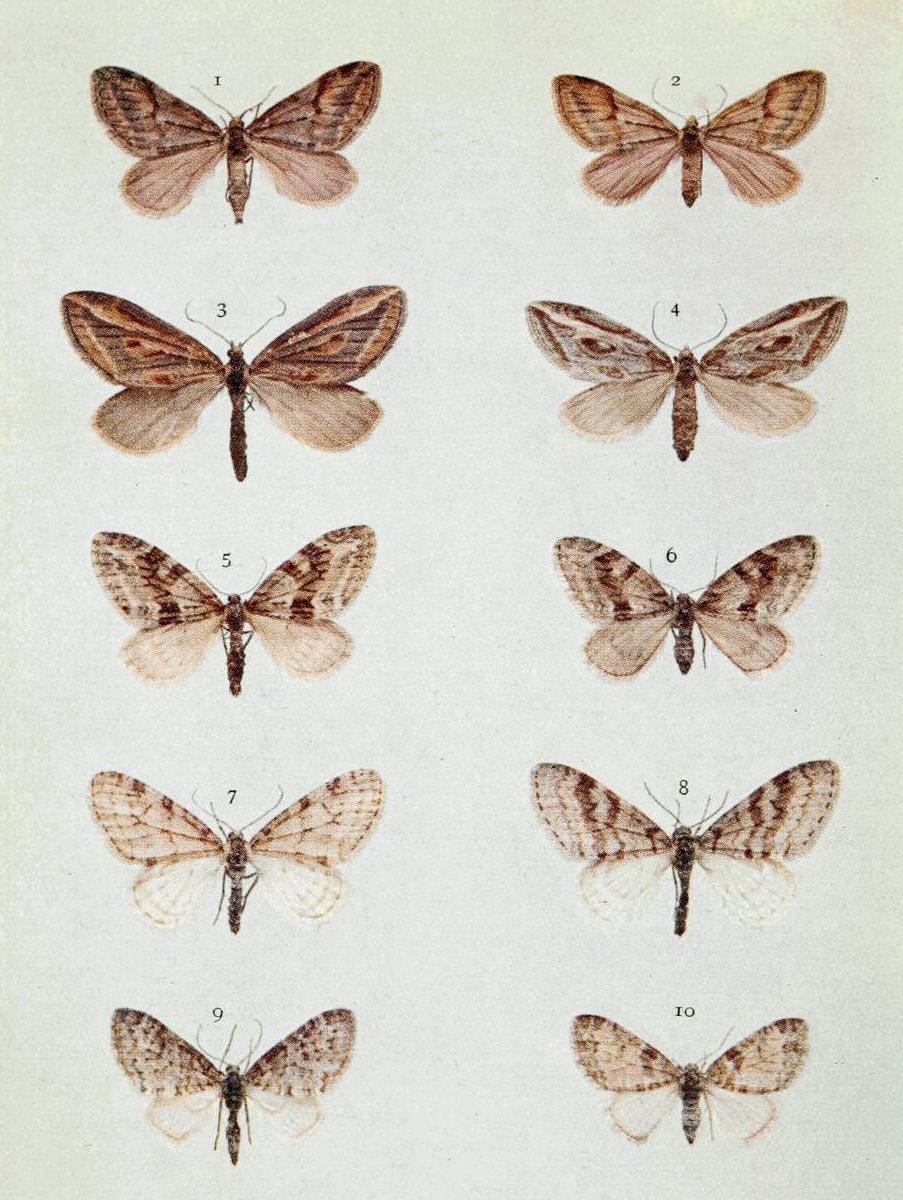